# Дванайсет маймуни
„Дванайсет маймуни“ (на английски: Twelve Monkeys) е американски филм от 1995 година за пътуване във времето, написан в съавторство с Дейвид Уеб Пийпълс и режисиран от Тери Гилиъм.
Разказва се за проблемите на времето и паметта, като е вдъхновен от краткия филм „La Jetée“.
Във филма участват Брус Уилис, Маделин Стоу и Брад Пит.

## Сюжет
Внимание:  Текстът по-долу разкрива сюжета на произведението (или части от него)!
Брус Уилис играе Джеймс Коул, осъден дребен престъпник от около поколение напред в бъдещето, когато остатъка от човечеството живее в запечатана подземна среда вследствие заразяването на повърхността на света с болест, която избива по-голямата част от човешката раса през 1996 – 1997. Името на филма произлиза от факта, че освобождаването на заразата е извършено като акт на биотероризъм от мистериозна група, наричаща себе си „Армията на Дванайсетте Маймуни“.
Като затворник, Коул е избран случайно „доброволно“ да участва в опасна мисия на повърхността в биозащитен костюм, където изследва вече обезлюдената Филаделфия за биологични образци, предполагаеми източници на информация за заразата. Коул се доказва като старателен наблюдател с много добра памет и поради това „доброволно“ взима участие в по-амбициозен клон на програмата.
Стоу играе в ролята на психиатъра на Коул, а Брад Пит (отличен със Златен глобус и номиниран за Оскар за това изпълнение) играе психично болен човек, чийто пътища се засичат неколкократно с тези на Коул.